# Todsünde
Mit Todsünde (lateinisch peccatum mortiferum oder mortale) werden in der römisch-katholischen Kirche besonders schwerwiegende Arten der Sünde bezeichnet, durch die der Mensch die Gemeinschaft mit Gott bewusst und willentlich verlässt. Ein besonders grobes Vergehen wird auch himmelschreiende Sünde (lateinisch peccatum clamans) genannt.
Der Katechismus der römisch-katholischen Kirche grenzt die lässliche Sünde (lateinisch peccatum veniale ‚verzeihliche Sünde‘) als minderschweres, geringfügiges Vergehen von der Todsünde ab. Den Todsünden werden die Kardinaltugenden gegenübergestellt.

## Definition
Damit eine Sünde als schwere zu beurteilen ist, müssen drei Voraussetzungen gegeben sein:
- Die Sünde muss eine schwerwiegende Materie, insbesondere einen Verstoß gegen die Zehn Gebote zum Gegenstand haben; traditionell werden Ehebruch, Mord oder Apostasie (= Glaubensabfall) genannt.
- Der Sünder muss die Todsünde „mit vollem Bewusstsein“ begehen, die Schwere der Sünde also bereits zuvor erkannt haben.
- Die Sünde muss „mit bedachter Zustimmung“ (also aus freiem Willen) begangen werden.

Papst Johannes Paul II. konkretisierte den Begriff Todsünde im Apostolischen Schreiben über Versöhnung und Buße in der Kirche Reconciliatio et paenitentia aus dem Jahre 1984 wie folgt:

„[Die Lehre der Kirche nennt] denjenigen Akt eine Todsünde, durch den ein Mensch bewusst und frei Gott und sein Gesetz sowie den Bund der Liebe, den dieser ihm anbietet, zurückweist, indem er es vorzieht, sich selbst zuzuwenden oder irgendeiner geschaffenen und endlichen Wirklichkeit, irgendeiner Sache, die im Widerspruch zum göttlichen Willen steht.“

Insgesamt kommt in der Todsünde eine Abkehr von der in der Sündenvergebung durch die Taufe begründeten Gemeinschaft mit Gott zum Ausdruck. Für die erneute Vergebung der persönlichen Schuld genügt die vollkommene oder unvollkommene Reue, also die bewusste Hinwendung zur Liebe Gottes im Bußsakrament.

## Abgrenzung vom Laster

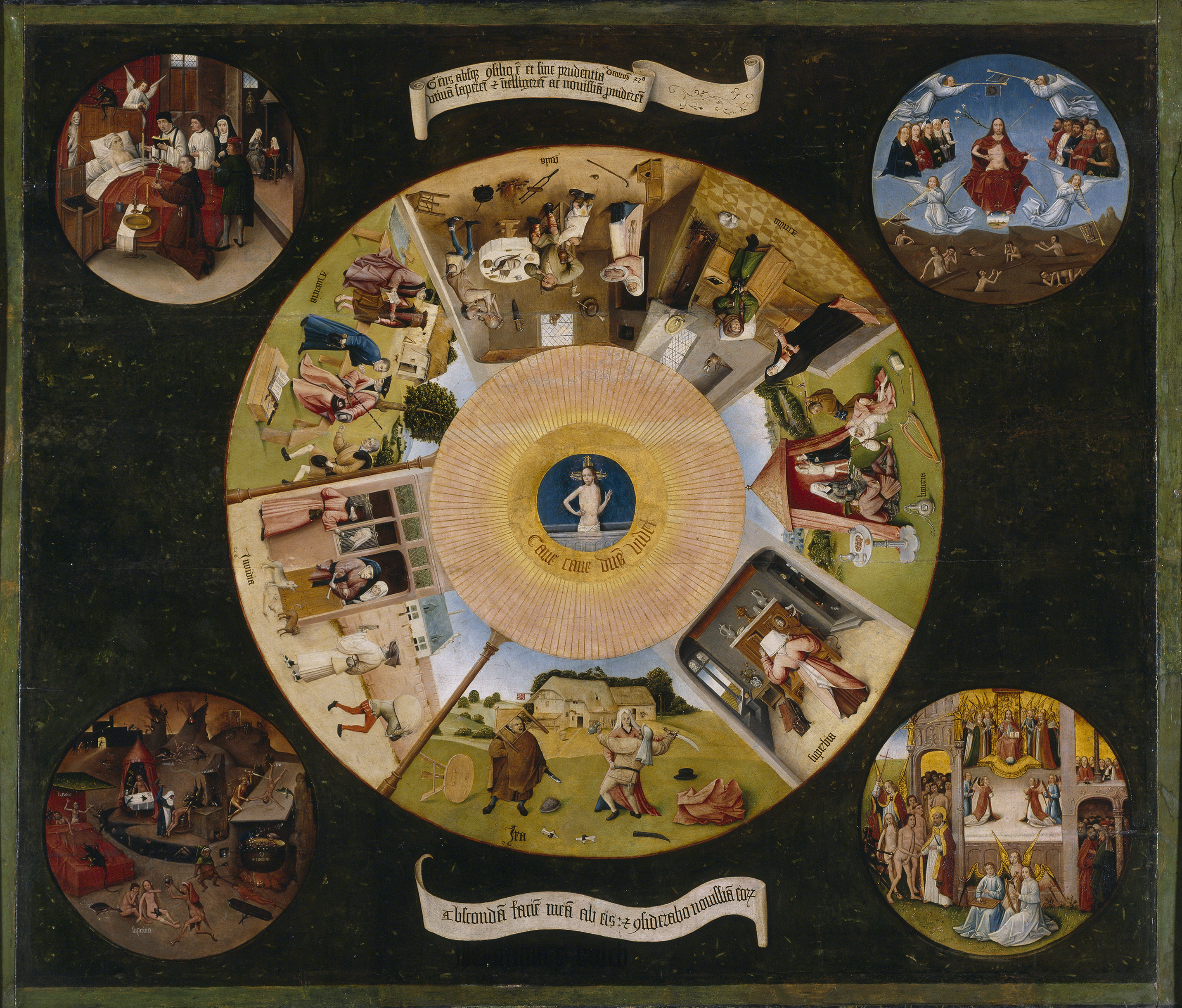
Hieronymus Bosch (1450–1516): Die Sieben Todsünden; in den Ecken: Die vier letzten Dinge

Sünden entstehen nach der klassischen Theologie aus sieben schlechten Charaktereigenschaften:

1. Superbia
Hochmut (Stolz, Eitelkeit, Übermut)
2. Avaritia
Geiz (Habgier, Habsucht)
3. Luxuria
Wollust (Ausschweifung, Genusssucht, Begehren, Unkeuschheit)
4. Ira
Zorn (Jähzorn, Wut, Rachsucht)
5. Gula
Völlerei (Gefräßigkeit, Maßlosigkeit, Unmäßigkeit, Selbstsucht)
6. Invidia
Neid (Eifersucht, Missgunst)
7. Acedia
Faulheit (Feigheit, Ignoranz, Überdruss, Trägheit des Herzens)
Diese Charaktereigenschaften werden als Hauptlaster bezeichnet und unter dem im Mittelalter entstandenen Akronym Saligia zusammengefasst. Sie gelten als Ursache vieler Sünden (Tochtersünden) und können sowohl zu schweren als auch zu lässlichen Sünden führen. Da die Hauptlaster Ursache und somit Wurzel von Sünden sind, werden sie gelegentlich auch als Wurzelsünden bezeichnet; auch der Begriff Hauptsünden ist gebräuchlich.
Verwirrend und theologisch falsch, aber umgangssprachlich gebräuchlich ist die Bezeichnung der sieben Hauptlaster als „sieben Todsünden“; sie sind zwar durchaus auch selbständige Sünden, Todsünden sind aber nur einige davon – sogar allein der Materie nach, also auch ohne Berücksichtigung der „mildernden Umstände“ Wissens- und Willensmangel – und dann auch meist nur in ihrer vollen Ausprägung.
Erstmals findet sich eine solche Kategorisierung von menschlichen Lastern bei Euagrios Pontikos Ende des 4. Jahrhunderts. Er benennt acht negative Eigenschaften, von denen die Mönche heimgesucht werden können. Invidia gehörte für ihn nicht dazu, aber zusätzlich zu den oben genannten Vana Gloria (Ruhmsucht) und Tristitia (Trübsinn). Papst Gregor I. († 604) ordnete den Trübsinn der Acedia zu, die Ruhmsucht dem Hochmut und fügte dem Sündenkatalog den Neid hinzu.
Schon damals wurden den Hauptlastern bestimmte Dämonen zugeordnet. Am weitesten verbreitet sind jedoch die Zuordnungen des Peter Binsfeld aus dem 16. Jahrhundert. Er ordnet Luzifer den Hochmut, Mammon den Geiz, Leviathan den Neid, Satan den Zorn, Asmodeus die Wollust, Beelzebub die Völlerei und Belphegor die Faulheit zu.
In der mittelalterlichen Theologie werden den Hauptlastern häufig die Kardinaltugenden gegenübergestellt. Mehrere Kirchenväter und Theologen befassten sich mit den Hauptsünden und trugen auch zu ihrer Systematisierung bei. Papst Gregor I. stellte ihnen etwa die „Sieben Gaben des Heiligen Geistes“ gegenüber.
Im Kompendium des Katechismus der Katholischen Kirche aus dem Jahr 1992 wird als erste Hauptsünde nicht Hochmut, sondern Stolz genannt.

## Theologische Konsequenzen
Nach der Lehre der katholischen Kirche zieht die (schwere) Sünde den zweiten Tod, die Höllenstrafe nach sich, wenn man ohne vollkommene Reue und Buße stirbt. Die Vergebung der Todsünde kann nur im Bußsakrament oder durch vollkommene Reue (d. h. Reue aus Liebe zu Gott) erreicht werden. Die vollkommene Reue muss den Wunsch enthalten, das Bußsakrament und die Absolution (s. u.) zu empfangen. Auch der Empfang der heiligen Kommunion ist als unwürdig verboten. In der persönlichen Beichte spricht die Kirche durch den Priester in persona Christi den Sünder kraft göttlicher Vollmacht von seinen Sünden los: Er erteilt die Absolution. Hier genügt auch eine nur unvollkommene Reue (d. h. Reue aus Furcht vor Gottes Strafe) für die wirksame Wiederherstellung der Taufgnade.

## Die „sieben Todsünden“ in Kunst und Popkultur

### Bildende Kunst
Die sieben Hauptsünden (auch als „die sieben Todsünden“ bezeichnet) sind in der bildenden Kunst und vor allem in der Malerei und der Grafik ein häufiges Bildthema. Bilderzyklen gab es schon im Mittelalter und reichen bis in die Gegenwart.
Beispiele
- um 1510 Hans Burgkmair der Ältere: Die sieben Todsünden, Folge von sieben Holzschnitten
- 1557 Sieben Kupferstiche von Hieronymus Cock nach Pieter Bruegel dem Älteren
- 1617–1620 Jacques Callot: Die sieben Todsünden, Folge von sieben Radierungen
- 1715 Balthasar Esterbauer: Die Sieben Todsünden, sieben farbig gefasste Skulpturen auf der Kanzel im Kloster Comburg
- 1861 Eduard Ille: Die sieben Todsünden, Folge von sieben Holzschnitten,
- 1888 und 1902–1904 James Ensor: Les sept péchés capitaux, Folge von acht Radierungen mit Titelblatt Les Péchés capitaux dominés par la mort, deutsch: Die sieben Todsünden, vom Tod dominiert, dargestellt mit Totenkopf und personifizierten Sünden „über denen der geflügelte Tod schwebt“[6], mit einem Vorwort von seinem Freund, Eugène Demolder[7]; Musée des Beaux-Arts de Gand[8]; MoMa, New York[9]; Museum Oskar Reinhart, Winterthur
- 1911 Ludwig Linzinger: Sieben-Todsünden-Kanzel, Pfarrkirche Reichenthal
- 1914 Alfred Kubin: Die sieben Todsünden, Folge von acht Lithografien
- 1925 Marc Chagall: Die sieben Todsünden, Folge von 16 Blättern
- 1933 Otto Dix: Die sieben Todsünden, Staatliche Kunsthalle Karlsruhe
- 1983/2008 Bruce Nauman: Vices and virtues, Neon-Schrift, 18-teilig, Stuart Collection, University of California, San Diego
- 1993–1994 Eva Aeppli: Quelques faiblesses humaines. Sieben Skulpturen aus Bronze
- 2017–2019 Denis Stuart Rose: Die 7 Todsünden. Objekte, Mixed Media
- 2018 Erwin Hilbert: Die 7 Todsünden. Bilder in Mischtechniken auf Leinwand und Fotopapier

Die Sieben Hauptsünden nach Pieter Bruegel dem Älteren
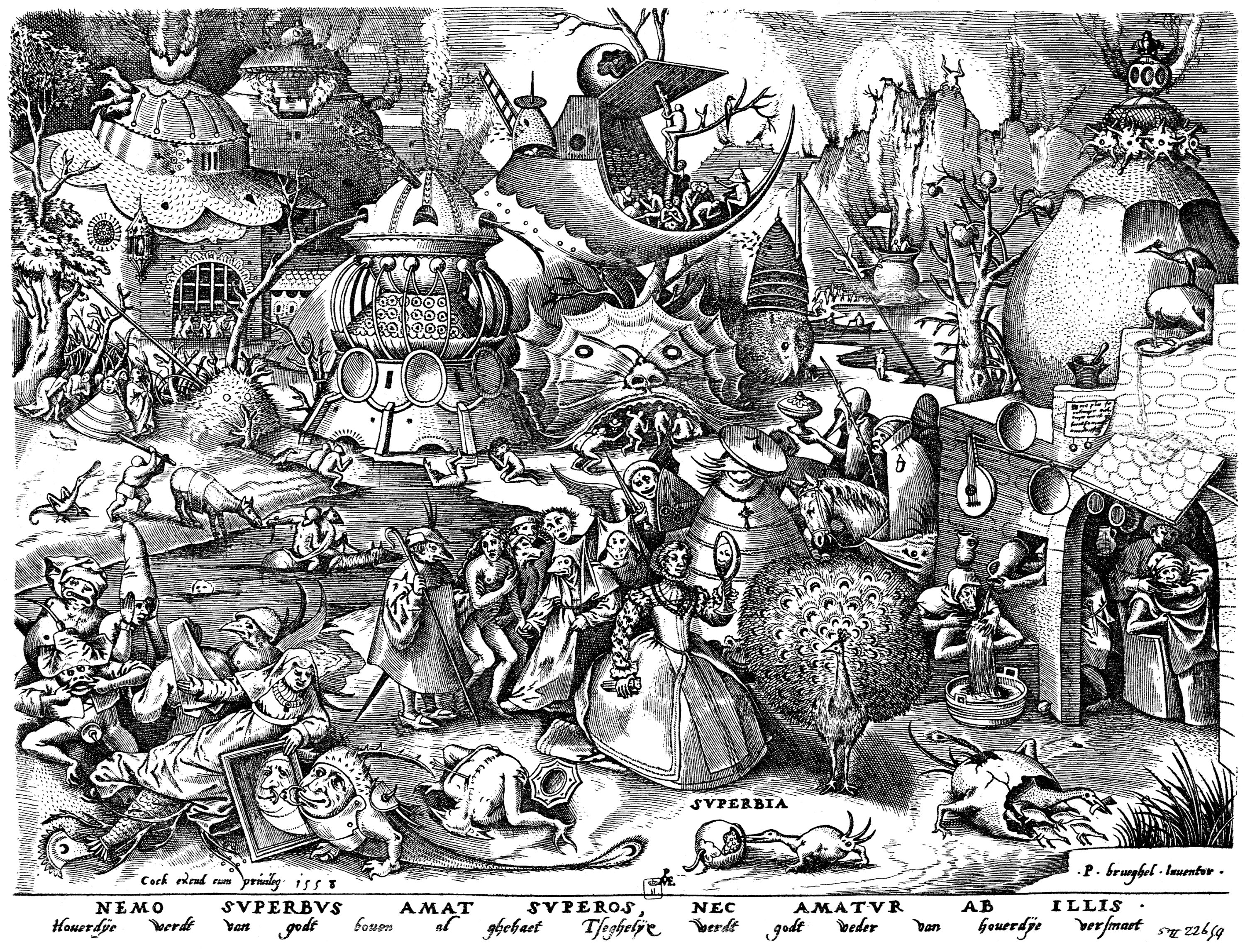
Hochmut
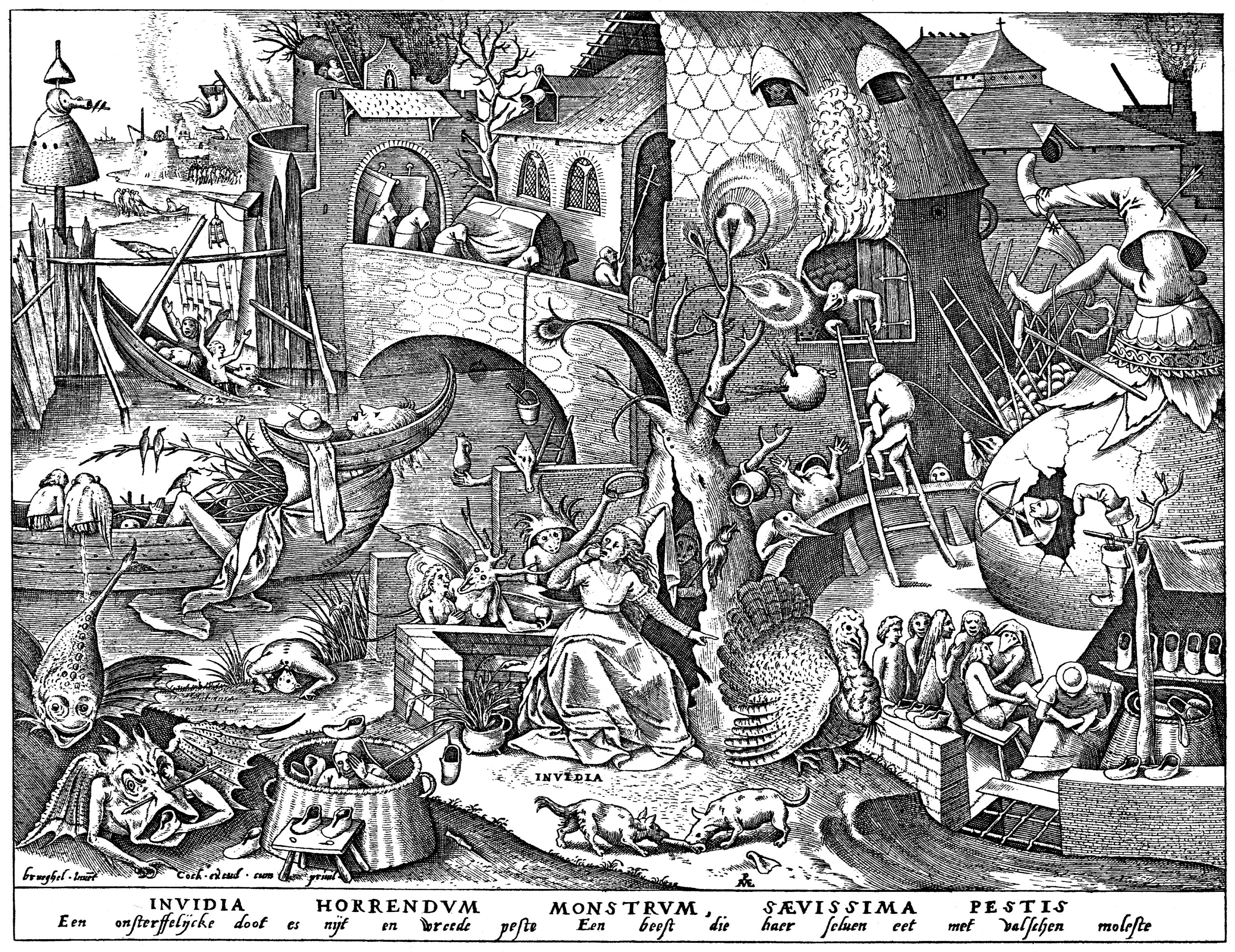
Neid
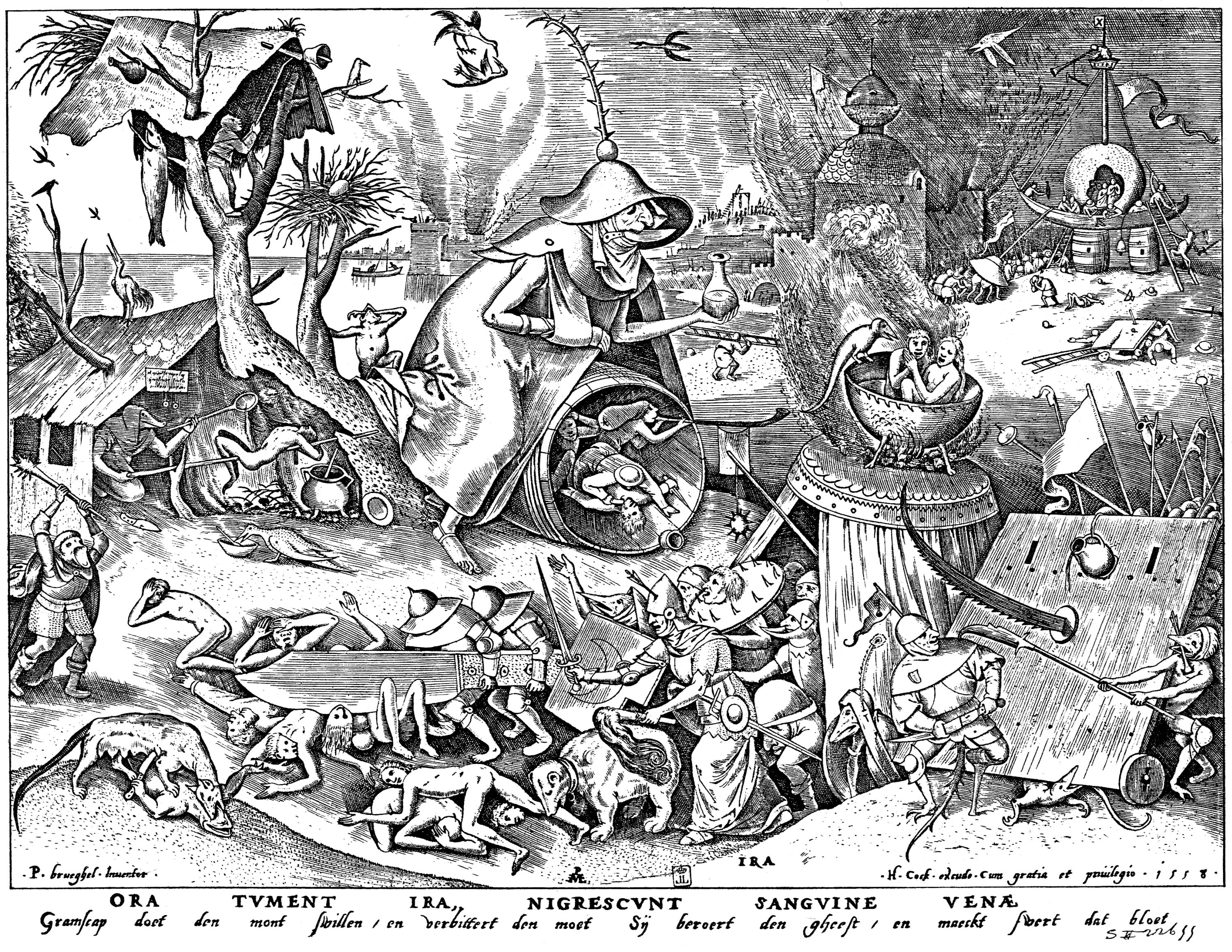
Zorn
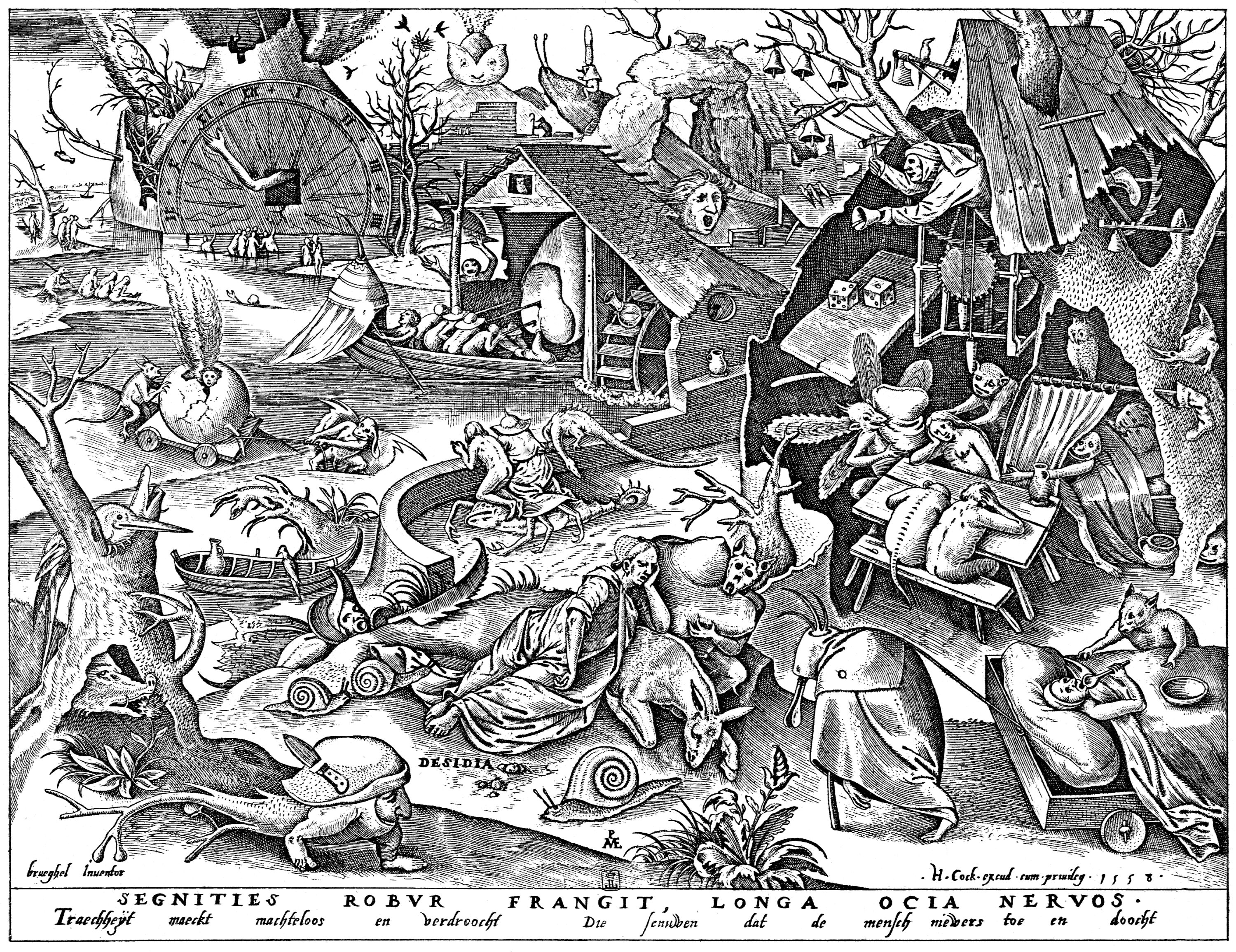
Trägheit
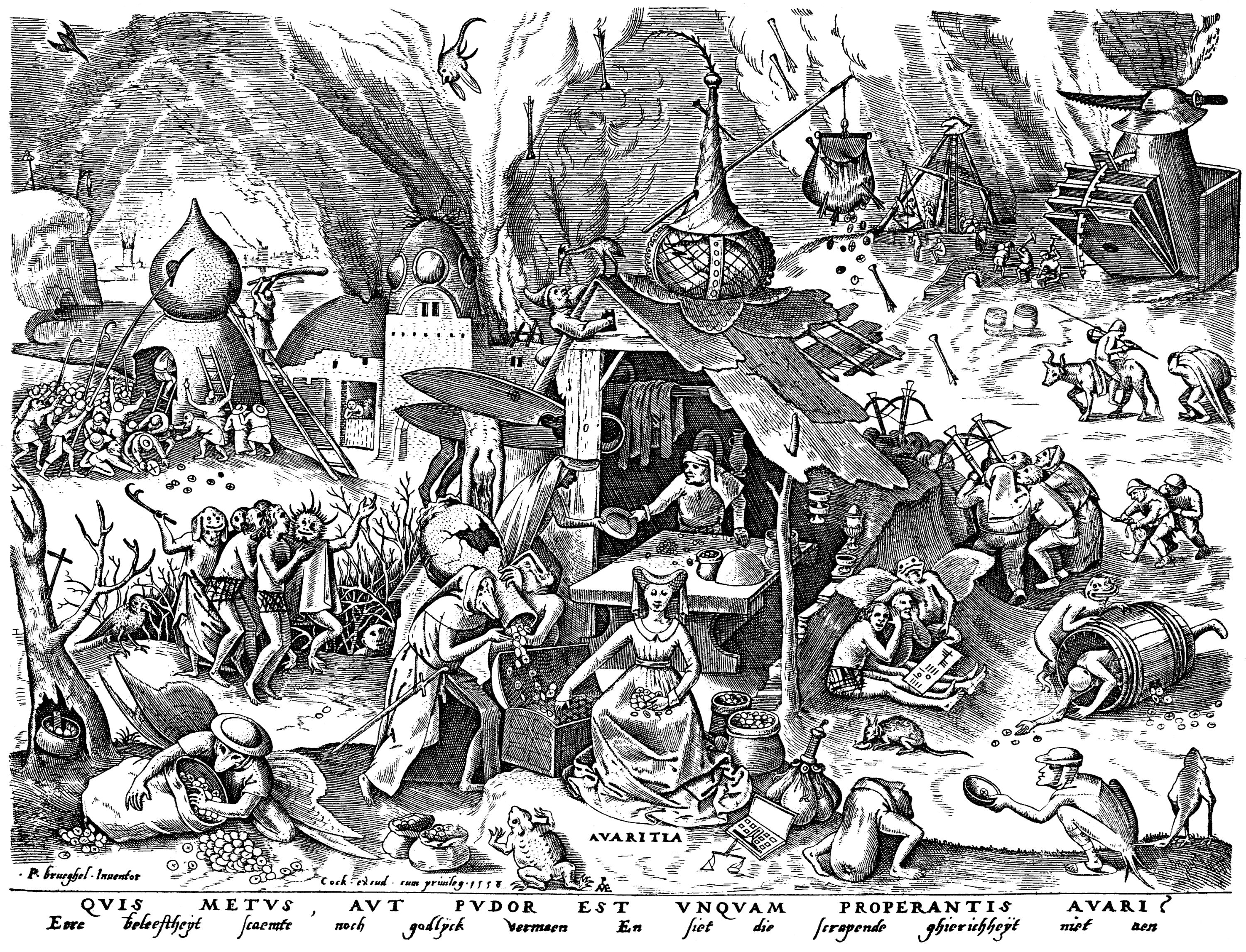
Habgier
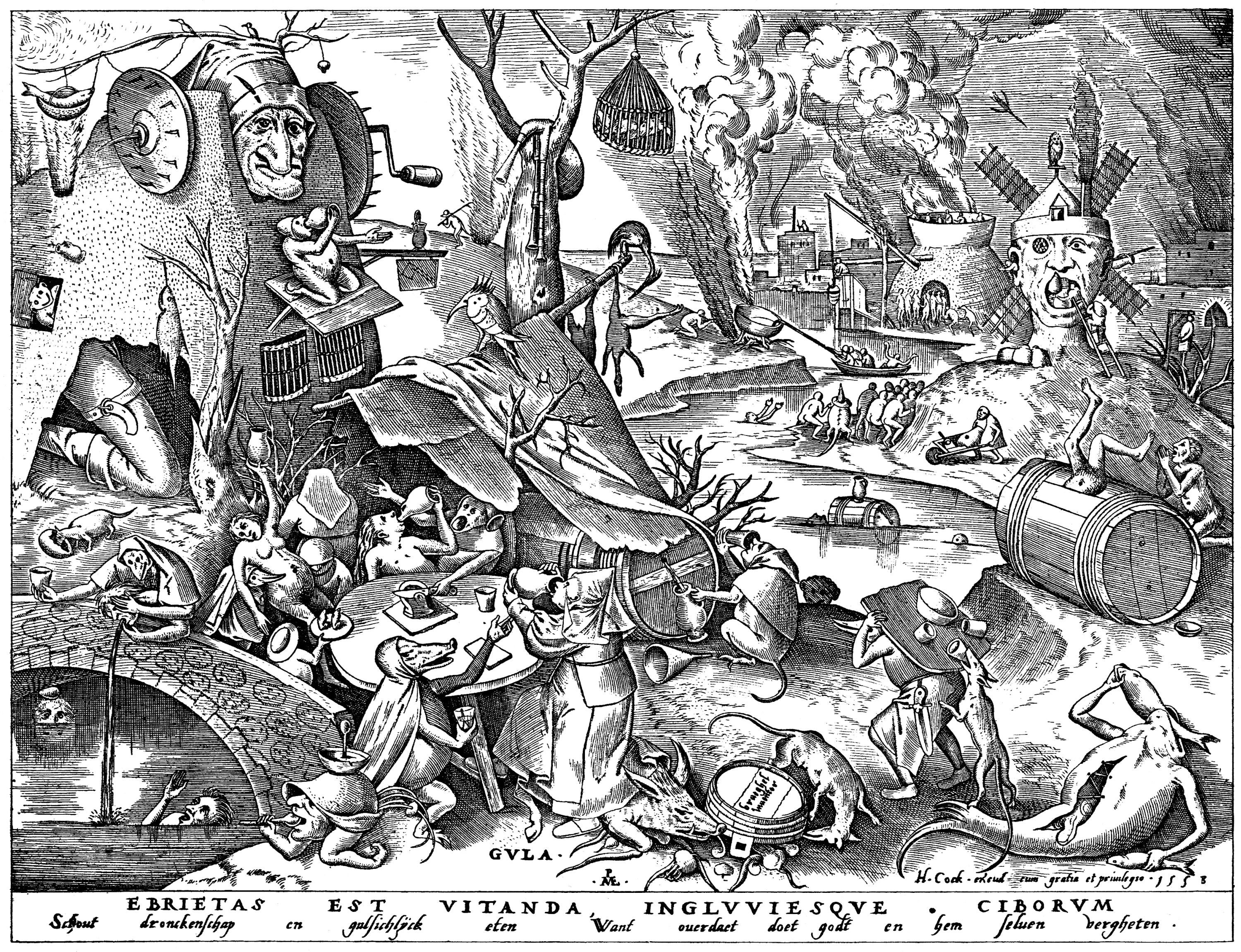
Völlerei
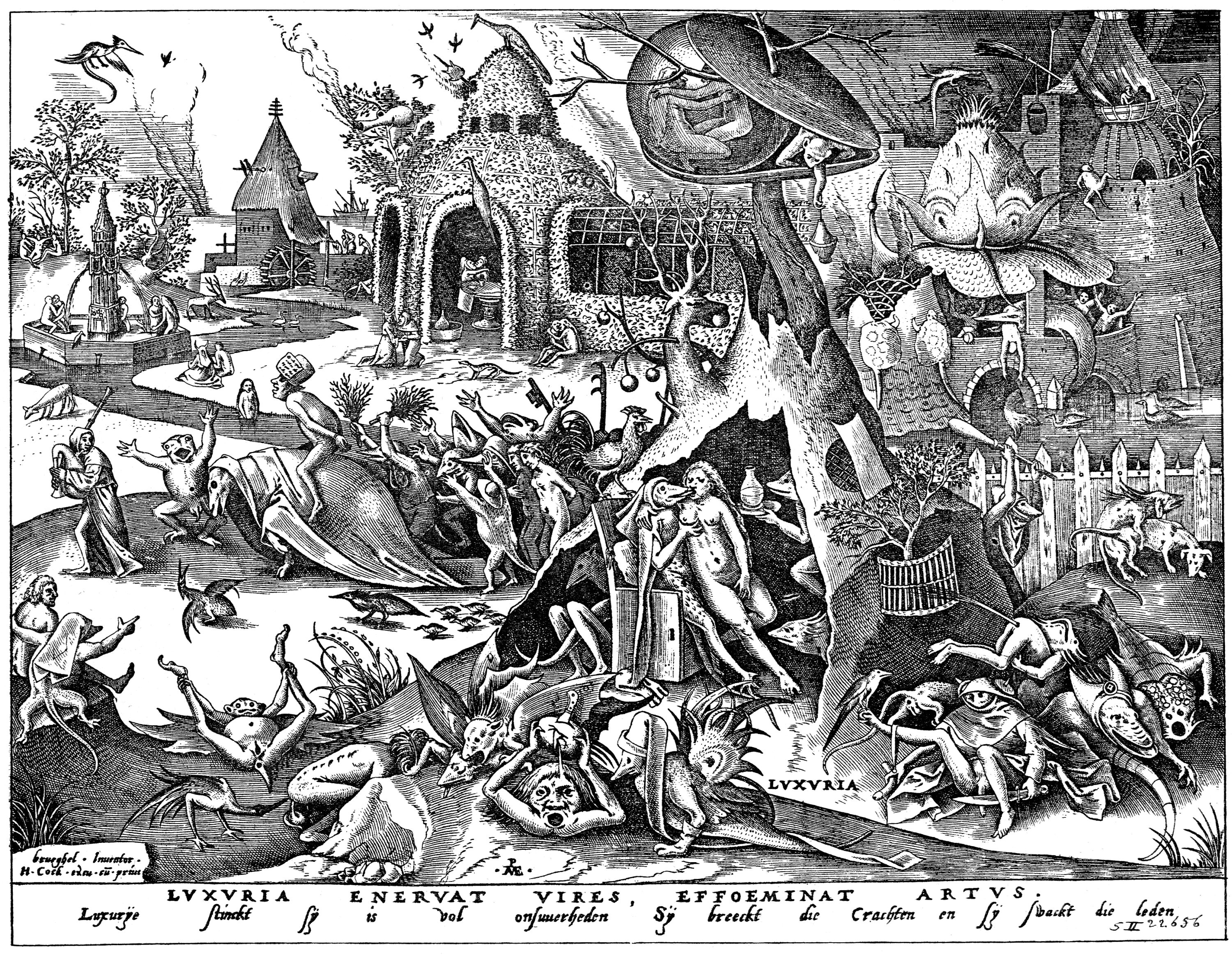
Wollust

Titelblatt und Les sept péchés capitaux – Die Sieben Todsünden von James Ensor, 1888, 1902 und 1904
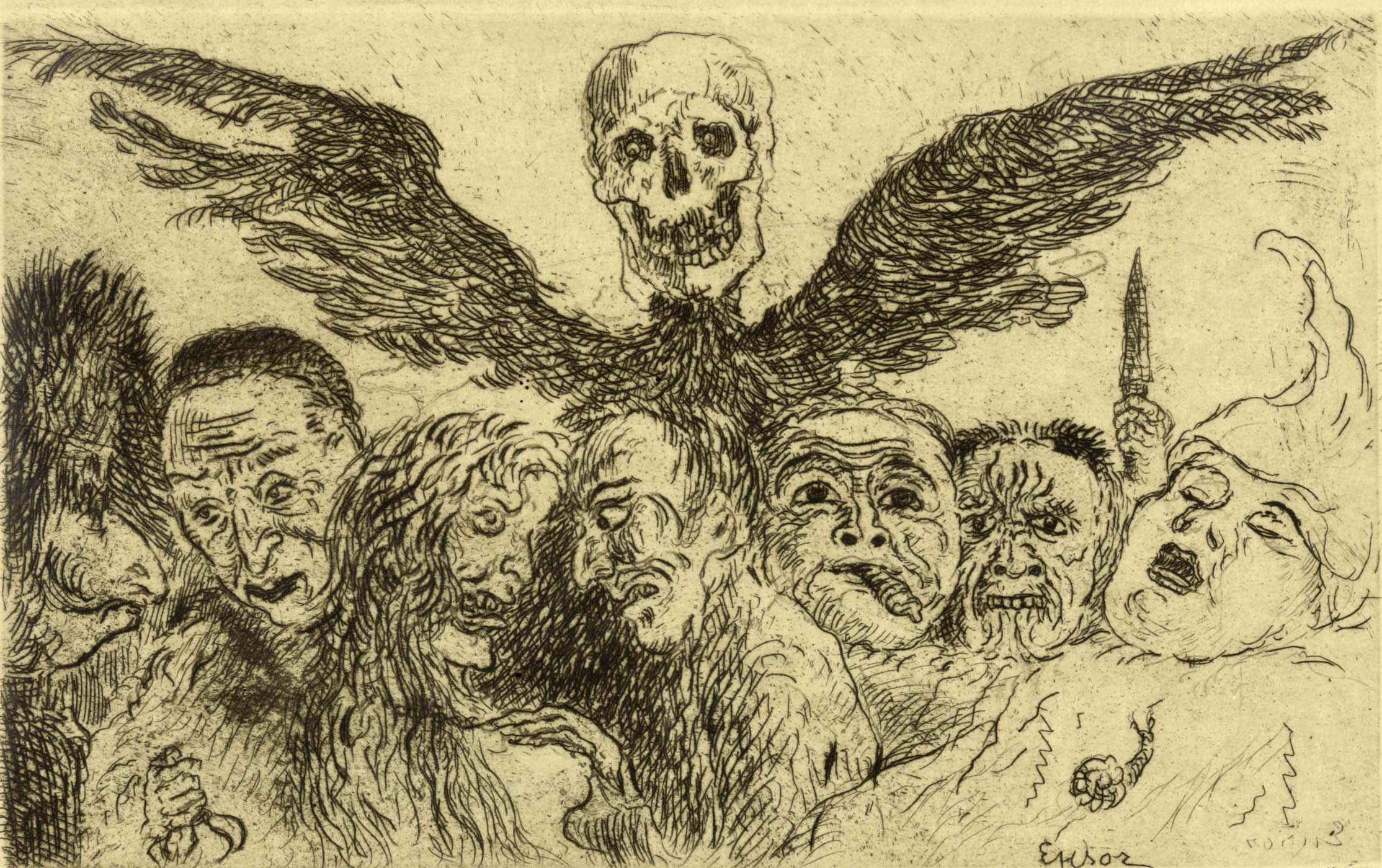
Les Péchés capitaux dominés par la mort, Die sieben Todsünden, vom Tod dominiert, 1904
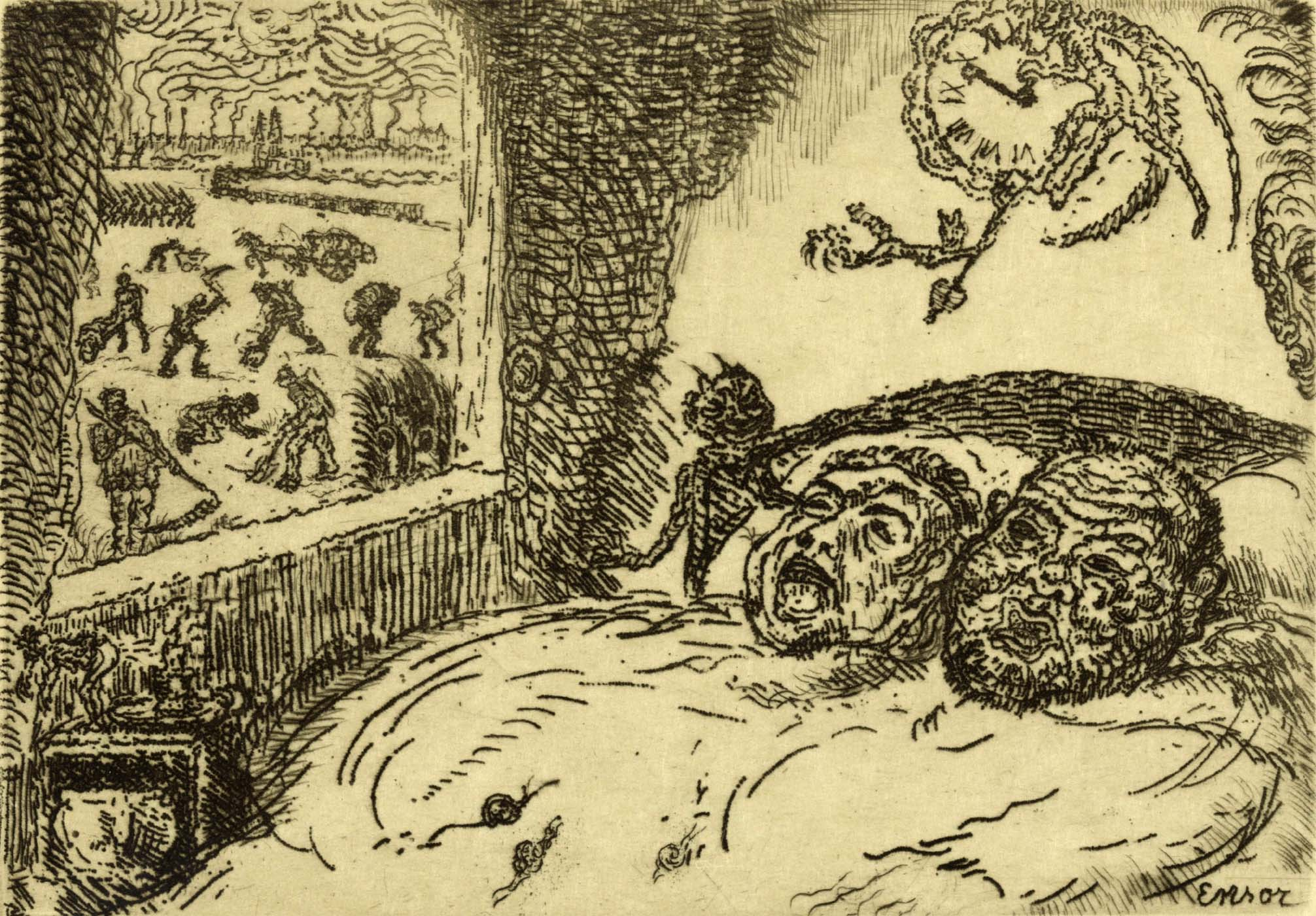
Acedia, La Paresse, Die Trägheit, 1902
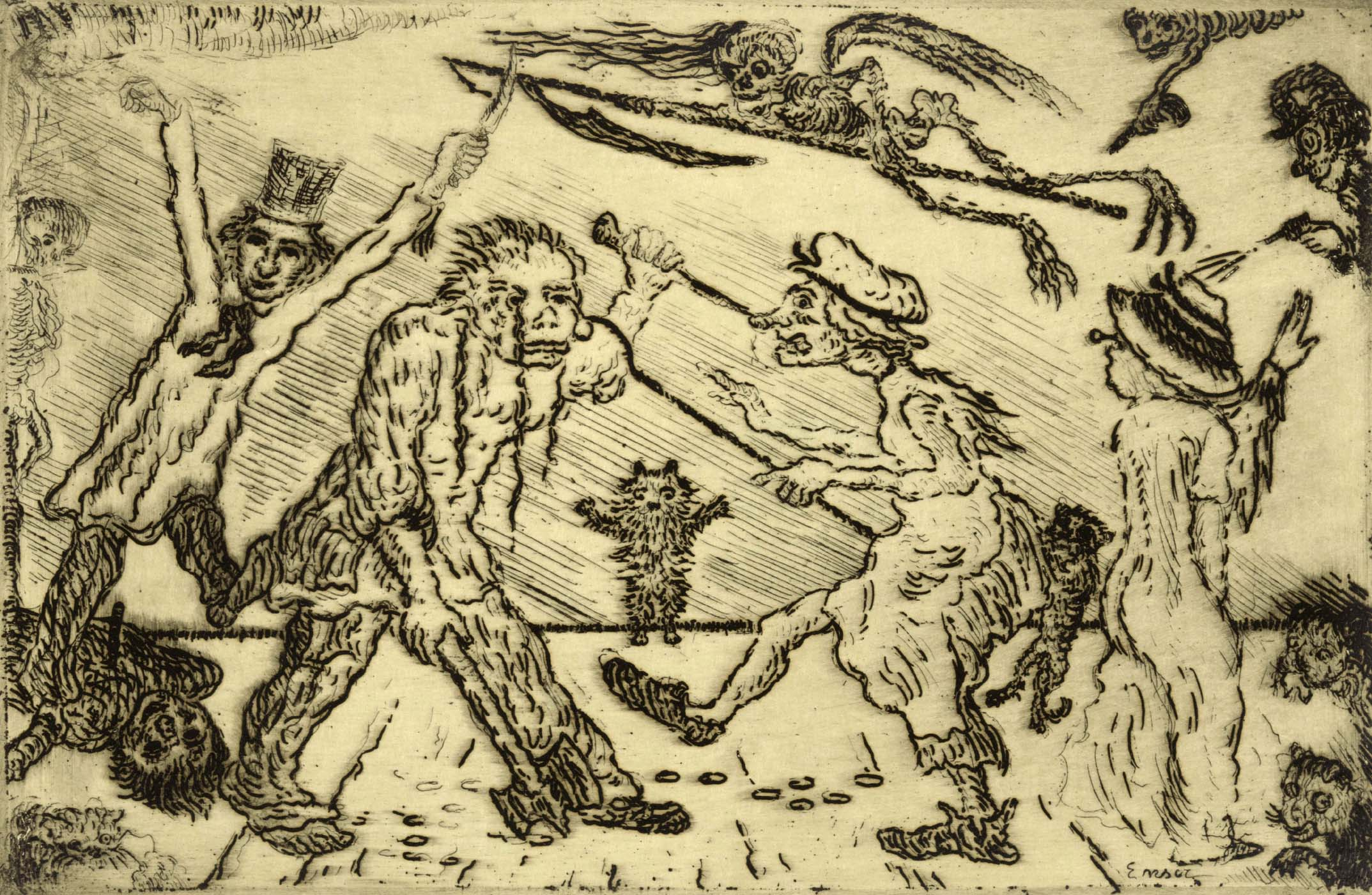
Ira, La Colère, Der Zorn, 1904
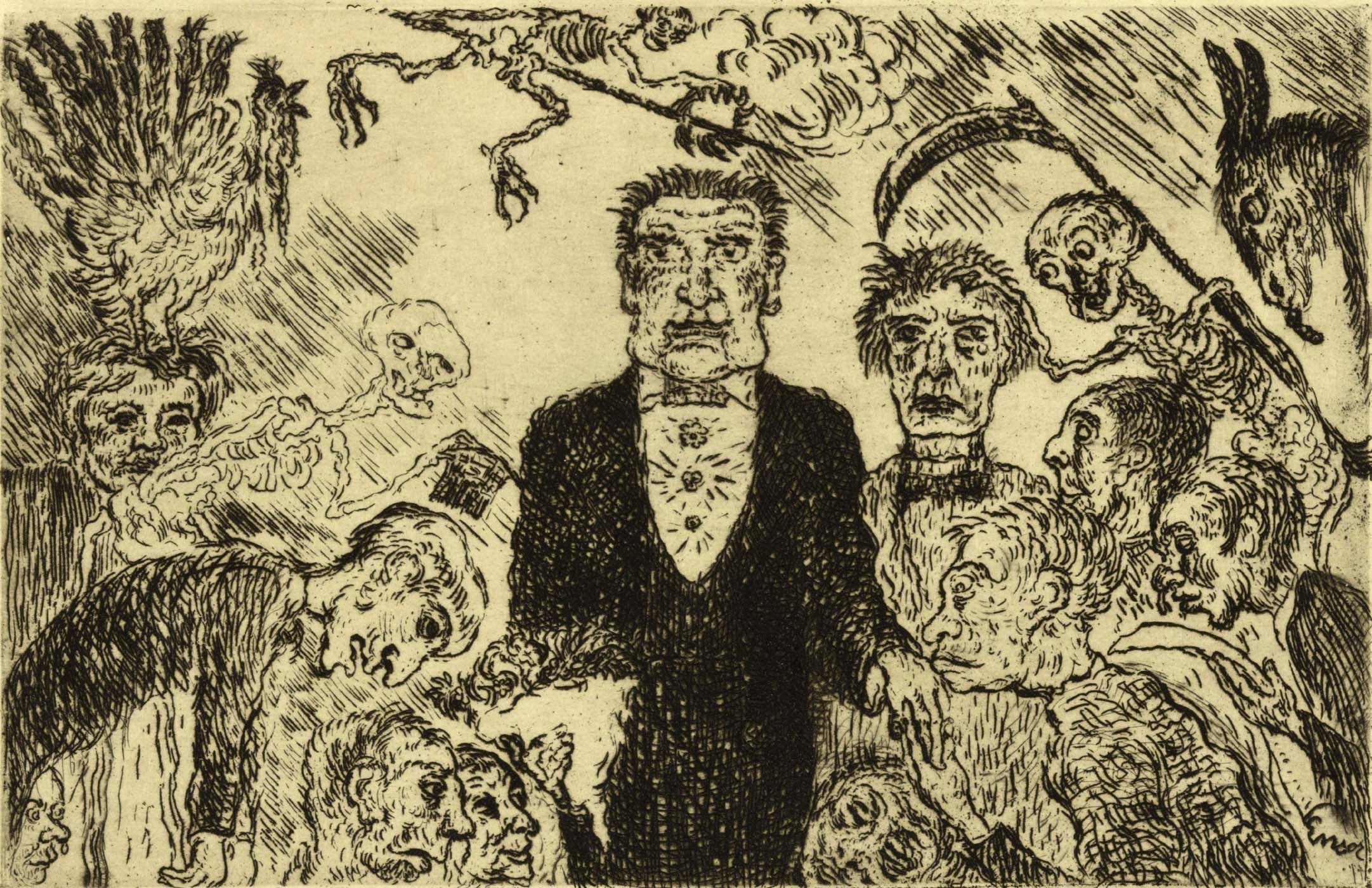
Superbia, L’Orgueil, Der Hochmut, 1904
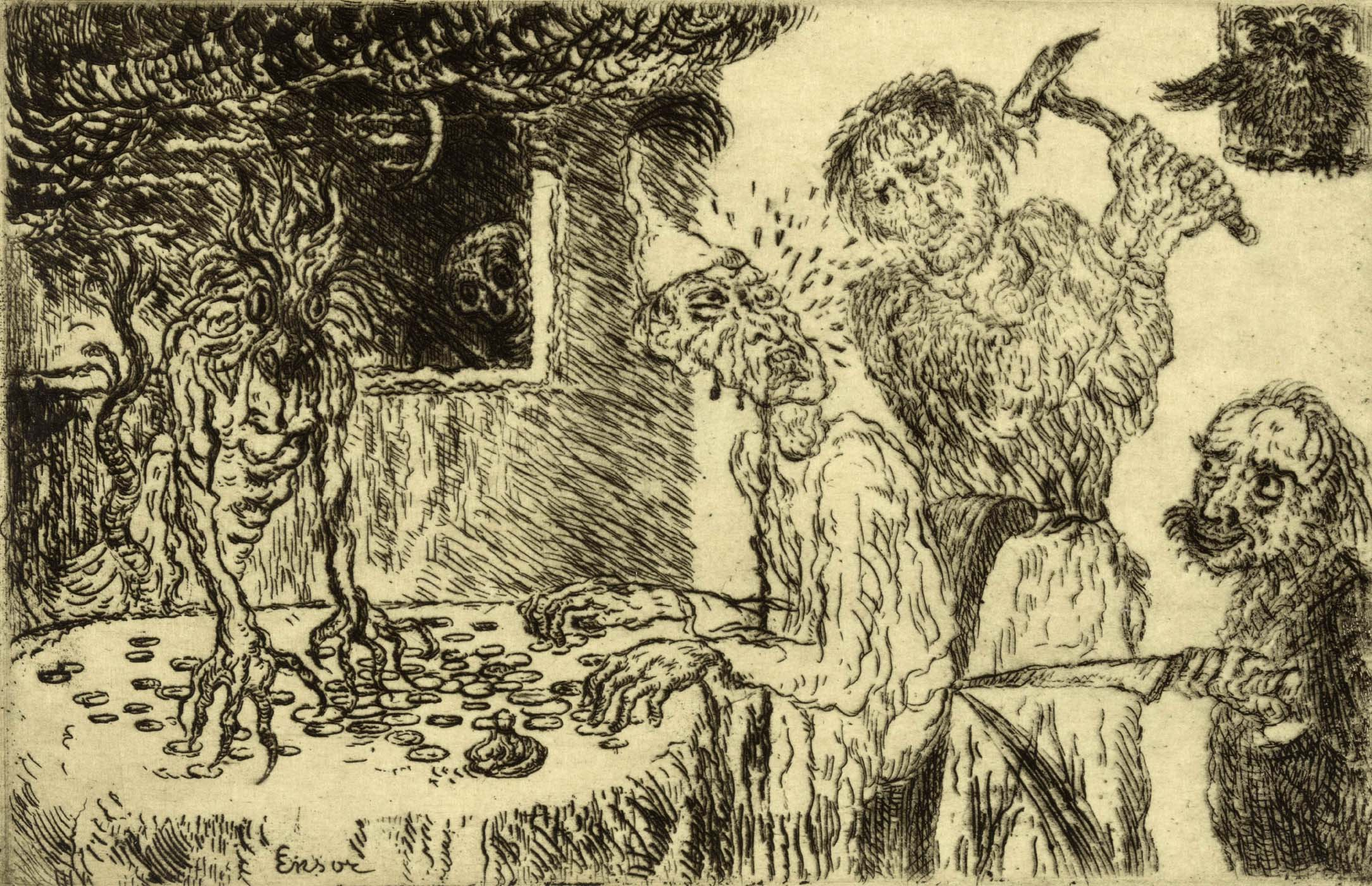
Avaritia, L’Avarice, Die Habsucht, 1904
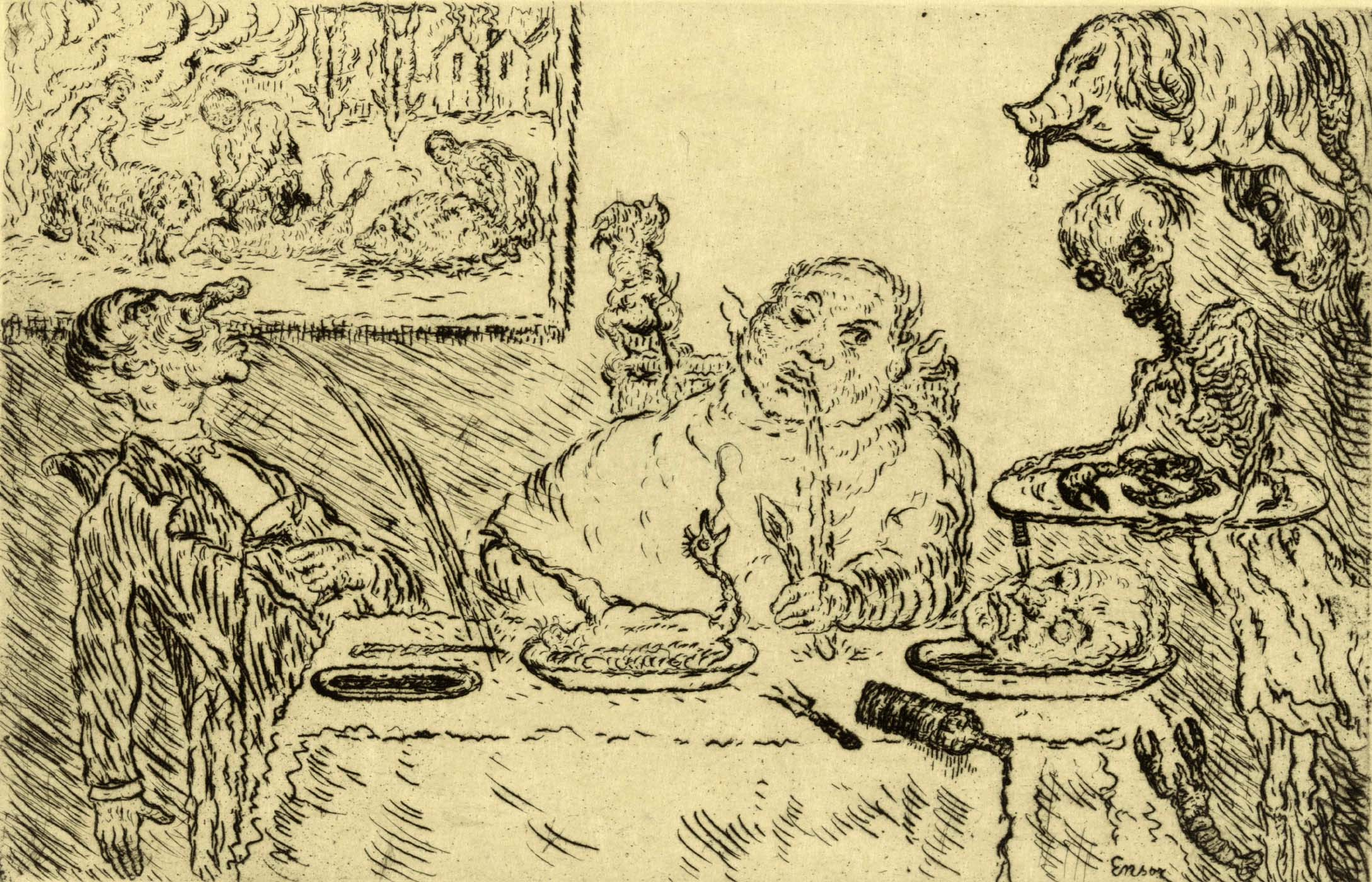
Gula, La Gourmandise, Die Völlerei, 1904
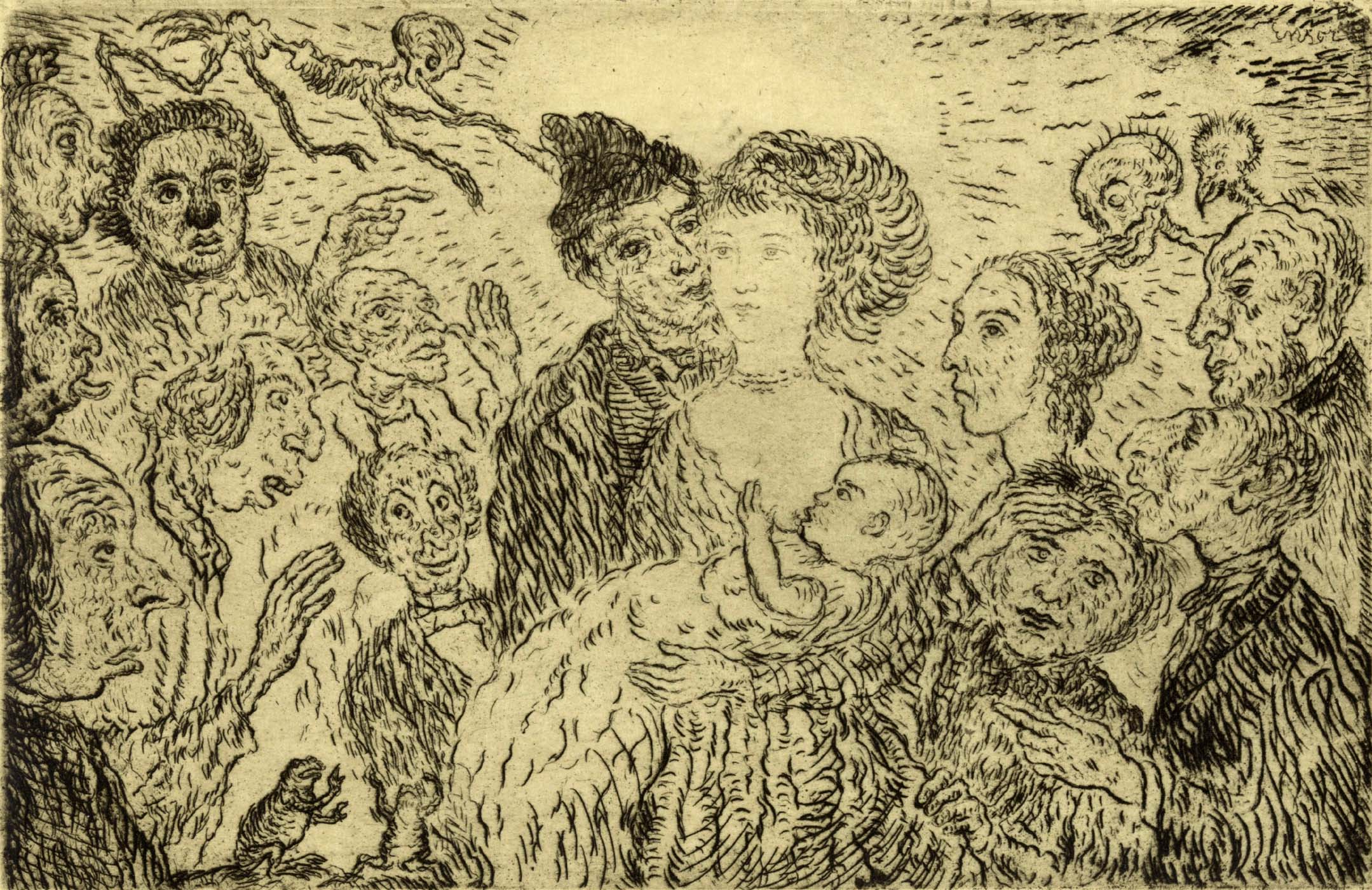
Invidia, L’envie, Der Neid, 1904
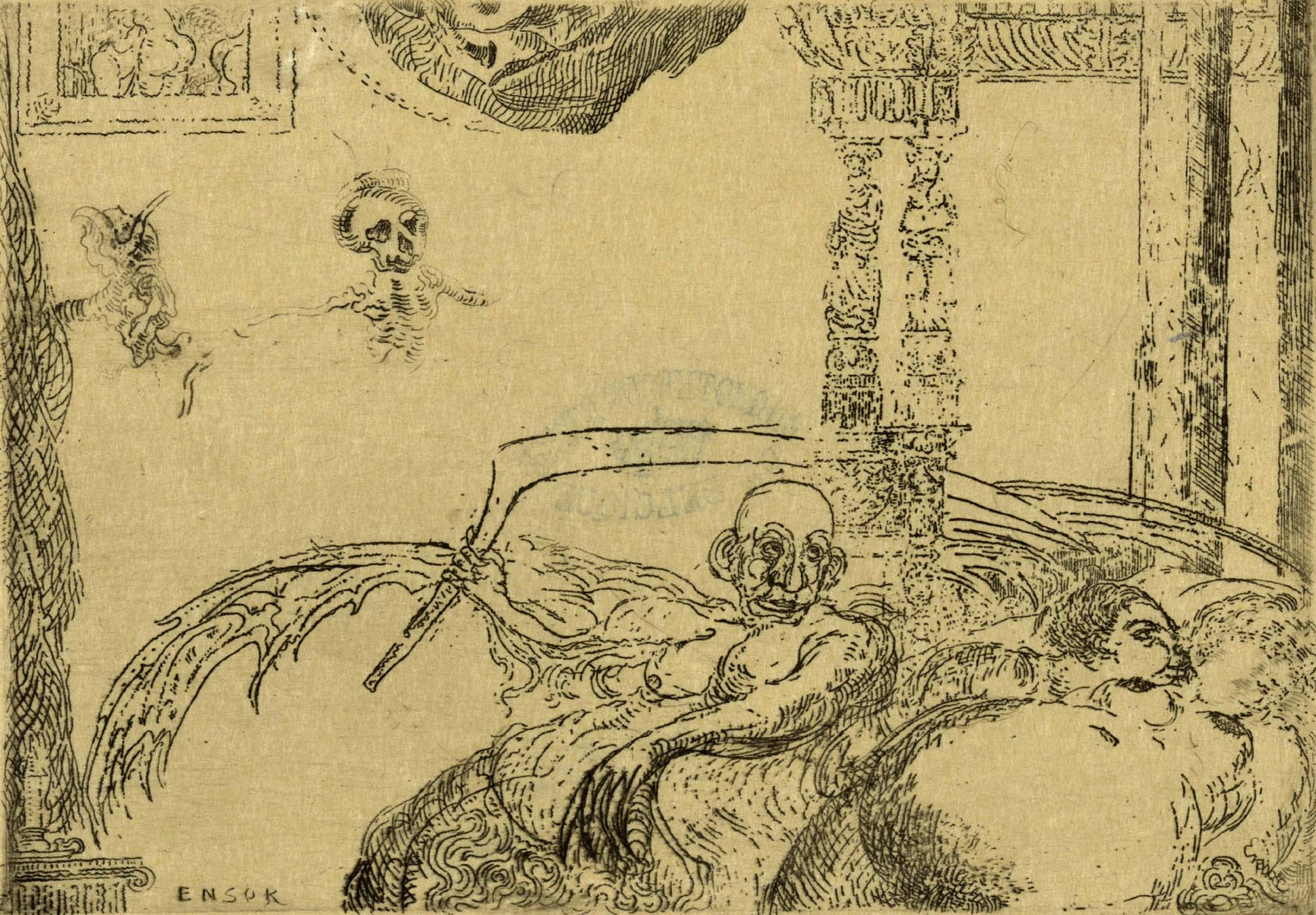
Luxuria, La Luxure, Die Wollust, 1888

Ausstellungen
- Seven Sins. Museion – Museum für moderne und zeitgenössische Kunst. Bozen 2004.
- Les Péchés capitaux. – Acht Ausstellungen: 1 – La Paresse. 2 – La Colère. 3 – La Gourmandise. 4 – L’Avarice. 5 – La Luxure. 6 – L’Orgueil. 7 – L’Envie. Acht einzelne Kataloge. Centre Pompidou, Paris 1996/97.
- Lust und Laster. Die sieben Todsünden von Dürer bis Nauman. Ausstellungskatalog. Kunstmuseum Bern, Zentrum Paul Klee, Bern 2010, ISBN 978-3-7757-2647-4 (s. Sekundärliteratur).
- Bosch, Bruegel, Rubens, Rembrandt. Albertina, Wien. Wien 2013 (Es ist u. a. ein Animationsfilm des belgischen Künstlers Antoine Roegiers (* 1980) zu Pieter Bruegels Sieben Todsünden zu sehen.).
- Die 7 Todsünden. Stiftung Kloster Dalheim. LWL-Landesmuseum für Klosterkultur. Lichtenau-Dalheim 2015 (s. Sekundärliteratur).

### Film
- John M. Stahl: Todsünde (USA 1945)
- Philippe de Broca: Die sieben Todsünden (Les Sept péchés capitaux – Frankreich, Italien 1962)
- Graham Stark: Die herrlichen sieben Todsünden (The Magnificent Seven Deadly Sins – UK 1971)
- Heinz Schirk: Der Heiligenschein (TV-Film, BR Deutschland 1977)
- David Fincher: Sieben (USA 1995)
- Robyn Dyer: Die sieben Sex-Sünden (USA 1999)
- Gert Verhulst: Das Haus Anubis – Pfad der 7 Sünden (Deutschland 2012)
- Joss Whedon: Serenity – Flucht in neue Welten (USA 2005)
- David F. Sandberg:  Shazam! (USA 2019)
- Rolfe Kanefsky: Seven Deadly Sins (USA 2021)[10]

### Theater
- Rafael Spregelburd: Heptalogie des Hieronymus Bosch. In dem siebenteiligen Zyklus aus Theaterstücken sucht der argentinische Dramatiker und Regisseur Rafael Spregelburd für jede der klassischen Todsünden eine zeitgenössische Entsprechung. Sechs Stücke sind bisher fertiggestellt. Einige davon wurden bereits in Deutschland gezeigt, zum Beispiel Die Dummheit (Schaubühne Berlin 2005) und Die Panik (Münchner Kammerspiele 2007).

### Tanz
- Bertolt Brecht, Kurt Weill: Die sieben Todsünden, Ballett mit Gesang (1933; uraufgeführt am Théâtre des Champs-Elysées in Paris)
  - als Tanzbend in Bearbeitung durch Pina Bausch (und Wilhelm Brückner-Rüggeberg): Die sieben Todsünden, Ballett mit Pantomime, Tanz und Gesang, 1976 (und 2025 in Wuppertal)[11]
- The Seven Sins, Tanzabend für Gauthier Dance, sieben Tanzstücke von sieben Choreografen[12]

### Fernsehserie
- Charmed – Zauberhafte Hexen, Die sieben Todsünden. Episode 62 (3.18) (Originaltitel: Charmed, Sin Francisco), 2000.
- Fullmetal Alchemist, 2001–2010, die Homunculi, benannt nach den Todsünden und mit entsprechenden Charakteren.
- ProSieben: Die 7 Todsünden – Der Abgrund in uns, High-End-Doku-Fiction Serie, 2007.
- Supernatural, Die glorreichen Sieben, Episode 45 (3.01) (Originaltitel: Supernatural, The Magnificent Seven), 2007.
- Xena – Die Kriegerprinzessin, Herz der Dunkelheit, Episode (6.03).
- In der Animeserie Digimon treten Demon (Zorn, 2. Staffel), Beelzebumon (Völlerei, 3. Staffel), Lucemon Falldown Mode (Hochmut, 4. Staffel), Belphemon (Trägheit, 5. Staffel), Lilithmon (Wollust, 6. Staffel) sowie Leviamon (Neid, 6. Staffel) auf.[13]
- Das bei Arte ausgestrahlte Magazin Abgedreht! behandelte seit September 2014 in je einer sonntäglichen Folge die sieben Todsünden satirisch.
- Die Simpsons, Treehouse of Horror XVIII. Episode 405 (19.5) 2007.
- Als Anime Seven Deadly Sins, 2012
- Re:Zero-Starting Life in another World

### Musik
- Adalbert von Goldschmidt: Die sieben Todsünden. Oratorium für Soli, Chor und Orchester (1871)
- Kurt Weill (Musik) und Bertolt Brecht (Text): Die sieben Todsünden der Kleinbürger (1933), gesungenes Ballett („ballet chanté“) für Sopran, Männerquartett und Orchester
- Rinder & Lewis: Seven Deadly Sins (1977)
- Bryan Ferry: Seven Deadly Sins (1987)
- Iron Maiden: Moonchild (1989)[14]
- Horst Lohse: Die sieben Todsünden (1989, nach Hieronymus Bosch), für Orgel. UA am 5. März 1990 in Bonn
- Traveling Wilburys: 7 Deadly Sins (1990)
- Simple Minds: 7 Deadly Sins (1995)
- Daemon: Seven Deadly Sins (1996)
- Joe Jackson: Heaven & Hell (1997)
- Ice-T: The Seventh Deadly Sin (1999)
- Torch: Nebeis (2000)
- Crematory: Act Seven (2000)
- Rage: Seven Deadly Sins (2002)
- Flogging Molly: Seven Deadly Sins (2004)
- Bushido: Alles Verloren (2007; aus dem Album 7)[15]
- The Tiger Lillies: 7 Deadly Sins (2008)
- Leo Sandner: Die sieben Todsünden – Reflexionen für großes Orchester (UA 3. Oktober 2008 Dom zu Erfurt)
- Destruction: Vicious Circle – The Seven Deadly Sins (2008)
- Prinz Pi: Sieben Sünden (2008) feat. Basstard
- Helloween: 7 Sinners (2010)
- LaFee: 7 Sünden (2011)
- Matthias Brodowy: Sieben (2011)
- Scheusal & Kunstfehler – 7ieben: Die sieben Todsünden (Konzeptalbum)
- Magenta: Seven (2004)
- Peter Madsen’s Seven Sins Ensemble: Gravity of Love (2012)
- Deadmau5: 7 (2013)
- Kurdo feat. Majoe: 7 Todsünden (2017), siehe Blanco (Album)
- Tream: 7 Sünden (2024)

### Musikvideo
- Pet Shop Boys: It’s a Sin (1987)
- Felix Da Housecat: Sinnerman (2003)

### Manga
- In Re:Zero-Starting Life in another World symbolisieren sowohl die 9 Hexen als auch die Erzbischöfe der Hexenkirche die ursprünglich 9 Todsünden.
- In D.Gray-man verkörpern die Noah die Todsünden.
- Fullmetal Alchemist. In der Manga-Serie von Hiromu Arakawa sind die Homunculi nach den sieben Todsünden benannt und wie diese charakterisiert.
- In Angel Sanctuary von Kaori Yuki werden die 7 Todsünden durch die 7 Satane (Belial: Hochmut, Balbero: Jähzorn, Leviathan: Neid, Astaroth: Trägheit, Asmodeus: Wollust, Mammon: Geiz, Beelzebub: Völlerei) dargestellt.
- In Nanatsu no Taizai bzw. Seven Deadly Sins verkörpern die Hauptfiguren (eine Gruppe von Rittern und vermeintlichen Landesverrätern) die Sieben Todsünden und tragen diese auch als Beinamen.
- In Servamp verkörpern die Alpha Vampire die 7 Todsünden und tragen diese auch als Beinamen.
- In Trinity Seven werden die einzelnen Bibliotheken an Magielehren in 7 Todsünden aufgeteilt.

### Computerspiele
- In 7 Deadly Sins, einem Online-Spiel, geht es darum, innerhalb von 14 Tagen alle sieben Todsünden zu begehen.
- Dante’s Inferno ist ein in Anspielung auf Dantes Göttliche Komödie konzipiertes Spiel. Auf seiner Reise durch die Hölle muss Dante neun Höllenkreise durchschreiten, die teils nach den Todsünden benannt sind.
- In Devil May Cry 3 sind die Gegner im Spiel nach den sieben Todsünden benannt.
- In The Binding of Isaac[16] gibt es auf manchen Ebenen einen Raum mit einem „Mini-Boss“, der jeweils eine der sieben Todsünden darstellt.
- Im Spiel Crusader Kings 2 können die Charaktere die sieben Todsünden als Eigenschaften annehmen.
- In Sacra Terra: Engelhafte Nacht, einem Online-Spiel, sind in einer Irrenanstalt die Dämonen der sieben Todsünden daran zu hindern, eine Hölle auf Erden anzurichten.
- Im japanischen Spiel Shadow Hearts: From the New World werden sechs von sieben Charakteren im „Fegefeuer“ eine Todsünde zugeschrieben: Shanaia: Zorn; Natan: Faulheit; Frank: Hochmut; Mao: Gier; Hilda: Völlerei; Ricardo: Wollust. Der letzte Gegner stellt den ‚Neid‘ dar.
- Den Psychopathen im Spiel Dead Rising 3 werden ebenfalls Todsünden zugeschrieben: Harry Zhi Wong: Zorn; Theodore Lagerfeld Jr.: Faulheit; Jherii Gallo: Hochmut; Darlene Fleischermacher: Völlerei; Dylan Fuentes: Wollust; Albert Contiello: Gier; Kenny Dermot: Neid.
- In der Spielreihe Dragon Age sind hochrangige Dämonen ebenfalls nach den sieben Todsünden benannt. Bisher aufgetreten sind Gier, Wollust, Zorn, Hochmut und Faulheit.
- In Umineko no Naku Koro ni treten die 7 Todsünden als „Seven Sisters of Purgatory“ auf. Sie stellen Luzifer, Mammon, Leviathan, Satan, Asmodeus, Beelzebub und Belphegor dar.
- Im humoristischen Textadventure Fish! heißt die gegnerische Terroristengruppe in Anspielung auf die sieben Todsünden „Seven Deadly Fins“ („Sieben tödliche Flossen“).
- In Darksiders 3 wird die Hauptfigur damit beauftragt, die entflohenen Todsünden wieder einzufangen.

## Verwendung des Begriffs „sieben Todsünden“ in anderen Zusammenhängen
Zur Kennzeichnung schwerwiegender Fehlentscheidungen oder -entwicklungen, gravierender Regelverstöße oder unbedingt zu vermeidender Handlungsweisen werden Listen oder Lasterkataloge erstellt, die mit den klassischen Todsünden in Zusammenhang stehen können, aber nicht müssen.

### Deutsches Strafrecht
Im deutschen Strafrecht hat sich die umgangssprachliche Bezeichnung „sieben Todsünden“ für die in § 315c Abs. 1 Nr. 2 Buchstabe a bis g StGB aufgeführten strafbaren Verkehrsverstöße eingebürgert.

## Sekundärliteratur
- Vilém Flusser: Die Geschichte des Teufels (= Edition Flusser. Band 2). 2. Auflage. european photography, Göttingen 1996, ISBN 3-923283-40-7.
- Heiko Ernst: Wie uns der Teufel reitet. Von der Aktualität der 7 Todsünden. Ullstein, Berlin 2006, ISBN 3-550-07832-3.
- Horst Herrmann: Die sieben Todsünden der Kirche. Ein Plädoyer gegen die Menschenverachtung (= Goldmann. Band 12356). Goldmann, München 1992, ISBN 3-442-12356-9.
- Annette Kehnel: Die sieben Todsünden. Menschheitswissen für das Zeitalter der Krise. Rowohlt, Reinbek bei Hamburg 2024, ISBN 978-3-498-00696-9
- Aviad Kleinberg: Die sieben Todsünden. Eine vorläufige Liste. Aus dem Englischen von Christian Wiese. Insel, Frankfurt am Main 2010, ISBN 978-3-458-17482-0.
- Franz Kranewitter: Die sieben Todsünden. Ein Einakter-Zyklus (1902–1925). Eingel. und ausgew. von Ernst Gampe. Stiasny, Graz 1962, DNB 452563054 (eine detaillierte Aufzeichnung der todbringenden Redeweisen und Verhaltensnormen in einer topografisch wie mentalitätsmäßig verschlossenen Dorfgemeinschaft). Vollständig in: Gesammelte Werke. Hrsg. von der Adolf-Pichler-Gemeinde in Innsbruck. Verlag „Das Bergland-Buch“, Graz/Wien/Leipzig/Berlin (u. a.) 1933, S. 495–647 (online bei ALO).
- Gerhard Schulze: Die Sünde. Das schöne Leben und seine Feinde. Hanser, München/Wien 2006, ISBN 3-446-20672-8.
- Meinolf Schumacher: Heinrich Kaufringers Gedicht „Von den sieben Todsünden und den sieben Gaben des Heiligen Geistes“. In: Jahrbuch der Oswald von Wolkenstein-Gesellschaft. Band 9, 1996/97, ISSN 0722-4311, S. 309–322, urn:nbn:de:0070-pub-18600390 (pub.uni-bielefeld.de [PDF; 1,6 MB; abgerufen am 15. September 2016]).
- Meinolf Schumacher: Catalogues of Demons as Catalogues of Vices in Medieval German Literature. „Des Teufels Netz“ and the Alexander Romance by Ulrich von Etzenbach. In: Richard Newhauser (Hrsg.): In the Garden of Evil. The Vices and Culture in the Middle Ages (= Papers of mediaeval studies. Band 18). Hrsg. von Richard Newhauser. Pontifical Institute of Mediaeval Studies, Toronto 2005, ISBN 0-88844-818-X, S. 277–290.
- Stephan Sigg: Die sieben Todsünden. Geschichten aus unserer Zeit. Illustr. von Niklas Schütte. Gabriel, Stuttgart/Wien 2012, ISBN 978-3-522-30283-8 (Sachgruppe Kinder- und Jugendliteratur u. a.).
- Norbert Silberbauer: Sieben Sündenfälle. Picus, Wien 2008, ISBN 978-3-85452-627-8 (Sachgruppe Belletristik u. a.).
- Jürgen Werner: Die sieben Todsünden. Einblicke in die Abgründe menschlicher Leidenschaft. Deutsche Verlagsanstalt, Stuttgart 1999, ISBN 3-421-05278-6.
- Hermann-Josef Zoche: Die sieben Todsünden unserer Zeit. Econ, Berlin 2008, ISBN 978-3-430-20055-4.

Ikonographie der Sieben Todsünden
- Daniela Erlach (Red.): Die sieben Todsünden in der Frühen Neuzeit (= Frühneuzeit-Info. 21.2010, 1/2). Hrsg. vom Institut für die Erforschung der Frühen Neuzeit. Wien 2010, ISSN 0940-4007 (Aufsatzsammlung zur Tagung „Die sieben Todsünden in der Frühen Neuzeit“ des Instituts, Wien Oktober 2009; Inhaltsverzeichnis. In: H-Soz-Kult. 23. September 2010).
- In the garden of evil. The vices and culture in the Middle Ages (= Papers of mediaeval studies. Band 18). Hrsg. von Richard Newhauser. Pontifical Institute of Mediaeval Studies, Toronto 2005, ISBN 0-88844-818-X.
- Richard Newhauser: The seven deadly sins: from communities to individuals (= Studies in medieval and Reformation traditions. History, Culture, Religion, Ideas. Band 123). Brill, Boston; ProQuest, Ann Arbor, Michigan 2007, ISBN 978-90-474-2945-6.
- Susanne Blöcker: Studien zur Ikonographie der Sieben Todsünden in der niederländischen und deutschen Malerei und Graphik von 1450–1560 (= Bonner Studien zur Kunstgeschichte. Band 8). Lit, Münster/Hamburg 1993, ISBN 3-89473-387-X.

Ausstellungen
- Die 7 Todsünden. 1.700 Jahre Kulturgeschichte zwischen Tugend und Laster. Hrsg. Stiftung Kloster Dalheim. LWL-Landesmuseum für Klosterkultur. Red.: Maria Tillmann. Ardey, Münster 2015, ISBN 978-3-87023-379-2 (Ausstellungskatalog zur Sonderausstellung vom 30. Mai bis 1. November 2015. Sammelband mit weiteren Texten von Linda Eggers, Dieter Hattrup, Helga Fabritius, Ingo Grabowsky, Carolin Mischer, Stefanie Wittenborg)
- Lust und Laster. Die 7 Todsünden von Dürer bis Nauman. Hrsg. Kunstmuseum Bern und Zentrum Paul Klee: Ausstellungskatalog zur Ausstellung vom 15. Oktober 2010 bis 20. Februar 2011. Hatje Cantz, Ostfildern 2010, ISBN 978-3-7757-2647-4 (mit Texten von Fabienne Eggelhöfer, Christine Göttler, Claudine Metzger, Monique Meyer, Barbara Müller, Annette Schaffer, Gerhard Schulze, Samuel Vitali).